# 가법 함수
수론에서 가법 함수(加法函數, 영어: additive function)는 로그 함수와 유사한 항등식을 만족시키는 수론적 함수이다.

## 정의
함수 {\displaystyle f\colon \mathbb {Z} ^{+}\to \mathbb {C} }가 주어졌다고 하자.
- 만약 임의의 {\displaystyle m,n\in \mathbb {Z} ^{+}}에 대하여, {\displaystyle \gcd\{m,n\}=1}일 경우에 {\displaystyle f(mn)=f(m)+f(n)}이라면, {\displaystyle f}를 가법 함수라고 한다.[1]:257
- 만약 임의의 {\displaystyle m,n\in \mathbb {Z} ^{+}}에 대하여, {\displaystyle f(mn)=f(m)+f(n)}이라면, {\displaystyle f}를 완전 가법 함수라고 한다.

## 성질
만약 {\displaystyle f\colon \mathbb {Z} ^{+}\to \mathbb {C} }가 가법 함수라면, {\displaystyle f(1)=0}이다.:257
만약 {\displaystyle f\colon \mathbb {Z} ^{+}\to \mathbb {C} }가 가법 함수라면, {\displaystyle n\in \mathbb {Z} ^{+}}의 소인수 분해가
{\displaystyle n=\prod _{p}p^{n_{p}}}
라면, 다음이 성립한다.:258
{\displaystyle f(n)=\sum _{p}f(p^{n_{p}})}

## 예
다음과 같은 함수들은 완전 가법 함수이다.
- 양의 정수로 제한된 로그 함수 {\displaystyle n\mapsto \ln n}
- 중복도를 고려한 소인수의 개수 {\displaystyle n\mapsto \Omega (n)} (OEIS의 수열 A001222)
- 중복도를 고려한 소인수의 합 {\displaystyle n\mapsto \operatorname {sopfr} (n)} (OEIS의 수열 A001414)

다음과 같은 함수들은 가법 함수이지만, 완전 가법 함수가 아니다.
- 서로 다른 소인수의 개수 {\displaystyle n\mapsto \omega (n)} (OEIS의 수열 A001221)
- 서로 다른 소인수의 합 {\displaystyle n\mapsto \operatorname {sopf} (n)} (OEIS의 수열 A008472)

## 같이 보기
- 곱셈적 함수